# Championnat d'Italie de football américain

Logo de la NFLI en 2008, ligue dissidente non reconnue par le CONI

Le Championnat d'Italie de football américain est une compétition sportive réunissant l'élite des clubs italiens amateurs de football américain. L'organisation de ce championnat a été régulièrement contesté depuis sa création. 
Actuellement, le championnat est régi par la Fédération Italienne de Football Américain (FIDAF), seule fédération reconnue par le CONI (Comité Olympique National Italien).

## Histoire
Le football américain est arrivé en Italie avec les troupes alliées pendant la seconde guerre mondiale. Le 23 novembre 1944, une partie de football fut disputée au Stadio della Vittoria à Bari, entre les Playboys et la Technical School. Le trophée en jeu, baptisé "Bambino Bowl", a été remporté par l’école technique sur le score de 13 à rien devant 5 000 spectateurs. Ce match est souvent considéré à tort comme le premier match de football américain disputé en Italie.
La "primauté" du premier match de football joué en Italie incombe en fait au "Spaghetti Bowl", joué à Florence devant 25 000 personnes le jour du Nouvel An 1945, entre Bridgebusters (représentants de la 12e Air Force) et les Mudders ( 5e armée américaine), ces derniers s'imposant 20 à rien.
Considéré comme le troisième match joué en Italie (bien qu’il y en ait probablement eu d’autres dont il ne reste aucune documentation) et le premier en temps de paix, a lieu en janvier 1948 à Trieste, dernier territoire italien libéré. Il est organisé par les troupes américaines en poste à Trieste et voit les SP prendre le dessus sur la compagnie D pour "trois TDs" soit 21 à rien.
Le premier championnat de football américain organisé en Italie, organisé par la North Italian Football League (NIFL) et qui n’a jamais été reconnu officiellement par la Federazione Italiana di Football Americano (FIFA), a lieu en 1977 et est remporté par les Tori Torino. Les Geronimos Vicenza (1978 et 1979) et les Blue Knights Vicenza (1980) sont couronnés par la NIFL lors des éditions suivantes.
Le 24 juin 1978, au stade Carlo Speroni de Busto Arsizio, en préparation du premier championnat reconnu par la fédération italienne, le premier match officiel entre équipes italiennes de football américain est disputé. Ce sont les : 36-0 contre les Rhinos Milano gagnent le match, 36 à rien contre les Frogs de Gallarate.
Le premier championnat de football américain officiellement reconnu par la fédération est organisé en 1980. Lors de ce tournoi, c'est le Lupi Roma qui s'impose, lui octroyant le premier titre officiel de champion d'Italie.
Après les années 1980, le football italien entre dans une phase de récession. On peut citer comme causes principales, l’effondrement de la première génération de fans, une situation économique défavorable et l’avènement de la télévision à péage qui oriente les intérêts des sponsors vers les sports les plus populaires menant à une situation difficile pour les disciplines moins suivies. De nombreuses équipes historiques disparaissent, d'autres sont créées pour disparaître aussi rapidement. Les Rhinos Milano en sont un exemple, ses joueurs émigrant dans plusieurs équipes dont les Pharaones qui gagneront un Superbowl. Les deux équipes historiques de Bologne, les Doves Bologna et les Warriors Bologna, pourtant rivaux historique fusionnent en 1989 mais disparaissent deux ans plus tard. Les Phoenix Bologna seront la seule équipe à subsister. Ils remporteront deux Superbowl avant de devenir les Lions Bergamo.
La Lega Italiana Football (LIF) met également en place un championnat en 1980 qui couronne l'équipe de Lupi Roma.
L'AIAF (Associazione Italiana American Football) se crée en 1981 et devient l'organisation principale du football américain en Italie. La LIF organise toutefois son dernier championnat en 1981  (remporté par Gladiatori Roma) tandis que la NIFL (organisme ne regroupant que des clubs régionaux du nord du pays) va maintenir ses championnats jusqu'en 1985.
L'AIAF met en place une série B en 1984 et une série C en 1985. L'AIAF devient ensuite en 2002 la FIAF (Federazione Italiana di American Football).
La déliquescence du football américain en Italie atteint son point d'orgue au début des années 2000. La situation financière de la fédération italienne de football américain étant devenue insoutenable depuis 1998 est définitivement expulsée du Comité olympique national italien (CONI) en 2000. Cette situation donne lieu à une nouvelle division organisationnelle.  En 2003, il y a eu trois championnats différents et autant de finales sont organisées par autant de fédérations : 
- L'Eleven Bowl : Organisé par la l'Italian Football League (IFL) sous l'égide de la Fédération Italienne de Football Américain (FIDAF) nouvellement formée, il met en présence 4 équipes du sud lors du tour final. Il est remporté par les Sharks de Palerme;
- Le Peninsula Bowl : Remporté par Sorrento Nightmares sur le Wolfz Merano;
- La Golden League de la FIAF; Cette fédération conserve la marque "Superbowl" mais seules 5 équipes y participent, dont les Lions de Bergame[7].

Depuis 2004, la Série A, rebaptisée "Superbowl League", était organisée par la National Football League Italy (NFLI), une autre ligue née pour combler le vide laissé par la disparition de la Fédération italienne de football (FIAF). 
En 2008, cependant, les principaux clubs, dans le but de relancer le mouvement, décident de quitter la NFLI et d’organiser une super-ligue d’élite au sein d’un groupe unique, appelé Italian Football League. 
Pour la première fois depuis 1981, deux finales sont organisées : 
- Le XXVIII Superbowl, organisé par la NFLI et remporté par les Reggio Emilia Hogs sur les Warriors Bologna. Le décompte des éditions prend en compte les Superbowls joués avant 2008;
- Le 1er Italian Superbowl de 2008, organisé par l'IFL, avec les équipes les plus fortes d'Italie et gagné par les Lions de Bergamo (leur 11e titre consécutif) face aux Giants Bolzano.

La saison 2009 aurait dû être celle de la réunification et de la relance définitive du football américain en Italie. En même temps, le mouvement semblait donner des signes de reprise. De nombreux anciens joueurs étaient devenus des leaders et avaient rétabli certaines des équipes historiques, insufflant un nouvel enthousiasme au mouvement. Cependant, les championnats restent toujours divisés, la NFLI disparaît mais est remplacée par la FIF (Federazione Italiana Football) et organise son propre championnat.
En raison de la grande différence croissante dans le nombre d’équipes composant ces deux fédérations (actuellement 4 en FIF contre environ 80 à la FIDAF) et le fait que le championnat de la FIF (devenue depuis IAAFL-International Amateur American Football League) soit contestée avec sa formule 9men (les équipes ne comptent que 9 joueurs sur le terrain et certaines années, n'en ont compté que 5 ou 8), il n'y a plus eu lieu de considérer son Championnat comme un réel championnat national, celui-ci se rapprochant d'un tournoi quadrangulaire. 
Actuellement, le titre de champion d'Italie est donc réservé au vainqueur de la plus haute Division de la FIDAF.
À la suite de la pandémie de Covid-19, la saison 2020 est officiellement annulée par la fédération italienne de football américain le 14 avril 2020.

## Déroulement du championnat
La compétition se dispute en une phase régulière (type championnat), suivie d'une phase finale (playoffs). L'Italian Superbowl clôt la saison de la Division I (appelé Superbowl jusqu'en 2007).
Le football américain italien comporte actuellement trois divisions :
- la Division 1 se compose de 9 équipes[11]. Les équipes se rencontrent sous la forme d'un championnat. les six meilleures équipes sont qualifiées pour la phase finale. Les deux meilleurs sont exemptées du premier tour (wild card). Les gagnants des deux demi-finales jouent l'Italian Superbowl (it)[12]
- la Division 2 de 12 équipes réparties en 3 groupes de 4 équipes. Les deux premiers de chaque groupe et les deux meilleurs troisièmes se qualifient pour la phase finale, Celle-ci débute par les ¼ de finales (élimination directe) suivis des demi-finales et le Silver Bowl[13].
- la Division 3 (CIF9) se joue à 9 joueurs et se compose de 38 équipes réparties en 9 groupes[14]. Après la saison régulière, 14 équipes accèdent à la phase finale. Un premier tour oppose 12 équipes (celles classées de la 3e à la 14e place au niveau des résultats en saison régulière). Il s'en suite les quarts de finale et les demi-finales dont les gagnants se disputent le Nine Bowl[14].

Depuis 2013, les équipes féminines disputent également un championnat, les vainqueurs remportant le Rose Bowl Italia (it).

## Clubs de la Division 1 en 2022
| Clubs               | Villes   | Stades                             | Résultat en 2022               |
| ------------------- | -------- | ---------------------------------- | ------------------------------ |
| Panthers de Parme   | Parme    | Sergio Lanfranchi Stadium          | ½ finaliste - champion en 2021 |
| Mastini de Vérone   | Vérone   | Pinarolli Stadium                  | 9e saison régulière            |
| Vipers de Modène    | Modène   | Stadio Bergamini                   | Wild card                      |
| Doplhins d'Ancône   | Ancône   | CS Nelson Mandela                  | ½ finaliste                    |
| Ducks Lazio         | Rome     | CS Dabliu Eur                      | 7e saison régulière            |
| Rhinos de Milan     | Milan    | Stadio Comunale Gianni Brera       | 8e saison régulière            |
| Guelfi de Florence  | Florence | Guelfi Sport Center                | Champion                       |
| Seamen de Milan     | Milan    | Breda Stadium (Sesto San Giovanni) | Finaliste                      |
| Warriors de Bologne | Bologne  | Bologna Alfheim Field              | Wild card                      |

## Palmarès
| Date                                                        | Superbowl                                              | Vainqueur                                              | Score                                                  | Finaliste                                              |                                                        |
| ----------------------------------------------------------- | ------------------------------------------------------ | ------------------------------------------------------ | ------------------------------------------------------ | ------------------------------------------------------ | ------------------------------------------------------ |
| FIF                                                         |                                                        |                                                        |                                                        |                                                        |                                                        |
| 1980                                                        | Formule championnat à 4 équipes, vainqueur : Lupi Roma | Formule championnat à 4 équipes, vainqueur : Lupi Roma | Formule championnat à 4 équipes, vainqueur : Lupi Roma | Formule championnat à 4 équipes, vainqueur : Lupi Roma | Formule championnat à 4 équipes, vainqueur : Lupi Roma |
| Associazione Italiana Football Americano (AIFA)             |                                                        |                                                        |                                                        |                                                        |                                                        |
| 4 juillet 1981                                              | Superbowl I                                            | Rhinos de Milan                                        | 24-08                                                  | Busto Frogs                                            |                                                        |
| 3 juillet 1982                                              | Superbowl II                                           | Rhinos de Milan                                        | 11-0                                                   | Busto Frogs                                            |                                                        |
| 9 juillet 1983                                              | Superbowl III                                          | Rhinos de Milan                                        | 20-14                                                  | Warriors de Bologne                                    |                                                        |
| 7 juillet 1984                                              | Superbowl IV                                           | Busto Frogs                                            | 16-06                                                  | Warriors de Bologne                                    |                                                        |
| 6 juillet 1985                                              | Superbowl V                                            | Doves de Bologne                                       | 27-11                                                  | Angels de Pesaro                                       |                                                        |
| 5 juillet 1986                                              | Superbowl VI                                           | Warriors de Bologne                                    | 18-08                                                  | Angels de Pesaro                                       |                                                        |
| 11 juillet 1987                                             | Superbowl VII                                          | Frogs de Legnano                                       | 27-24                                                  | Seamen de Milan                                        |                                                        |
| Federazione Italiana American Football (FIAF)               |                                                        |                                                        |                                                        |                                                        |                                                        |
| 9 juillet 1988                                              | Superbowl VIII                                         | Frogs de Legnano                                       | 17-0                                                   | Warriors de Bologne                                    |                                                        |
| 8 juillet 1989                                              | Superbowl IX                                           | Frogs de Legnano                                       | 39-33                                                  | Seamen de Milan                                        |                                                        |
| 21 juillet 1990                                             | Superbowl X                                            | Rhinos de Milan                                        | 33-06                                                  | Frogs de Legnano                                       |                                                        |
| 6 juillet 1991                                              | Superbowl XI                                           | Jaguars de Turin                                       | 38-16                                                  | Phoenix de San Lazzaro                                 |                                                        |
| 4 juillet 1992                                              | Superbowl XII                                          | Pharoes de Milan                                       | 35-25                                                  | Lions de Bergame                                       |                                                        |
| 10 juillet 1993                                             | Superbowl XIII                                         | Lions de Bergame                                       | 48-39                                                  | Gladiateurs de Rome                                    |                                                        |
| 2 juillet 1994                                              | Superbowl XIV                                          | Frogs de Legnano                                       | 37-27                                                  | Rhinos de Milan                                        |                                                        |
| Golden League FIAF (Federazione Italiana American Football) |                                                        |                                                        |                                                        |                                                        |                                                        |
| 24 juin 1995                                                | Superbowl XV                                           | Frogs de Legnano                                       | 32-26                                                  | Gladiateurs de Rome                                    |                                                        |
| 29 juin 1996                                                | Superbowl XVI                                          | Phoenix de San Lazzaro                                 | 25-20                                                  | Gladiateurs de Rome                                    |                                                        |
| 21 juin 1997                                                | Superbowl XVII                                         | Phoenix de San Lazzaro                                 | 42-35                                                  | Frogs de Legnano                                       |                                                        |
| 18 juillet 1998                                             | Superbowl XVIII                                        | Lions de Bergame                                       | 29-28                                                  | Frogs de Legnano                                       |                                                        |
| 5 juin 1999                                                 | Superbowl XIX                                          | Lions de Bergame                                       | 49-14                                                  | Giants de Bolzano                                      |                                                        |
| 8 juillet 2000                                              | Superbowl XX                                           | Lions de Bergame                                       | 49-27                                                  | Giants de Bolzano                                      |                                                        |
| 14 juillet 2001                                             | Superbowl XXI                                          | Lions de Bergame                                       | 30-24                                                  | Dolphins d'Ancône                                      |                                                        |
| 29 juin 2002                                                | Superbowl XXII                                         | Lions de Bergame                                       | 21-14                                                  | Dolphins d'Ancône                                      |                                                        |
| Golden League NFLI (Federazione Italiana American Football) |                                                        |                                                        |                                                        |                                                        |                                                        |
| 12 juillet 2003                                             | Superbowl XXIII                                        | Lions de Bergame                                       | 45-0                                                   | Dolphins d'Ancône                                      |                                                        |
| 24 juillet 2004                                             | Superbowl XXIV                                         | Lions de Bergame                                       | 14-13                                                  | Dolphins d'Ancône                                      |                                                        |
| 23 juillet 2005                                             | Superbowl XXV                                          | Lions de Bergame                                       | 42-14                                                  | Warriors de Bologne                                    |                                                        |
| 29 juillet 2006                                             | Superbowl XXVI                                         | Lions de Bergame                                       | 24-12                                                  | Panthers de Parme                                      |                                                        |
| 14 juillet 2007                                             | Superbowl XXVII                                        | Lions de Bergame                                       | 55-49                                                  | Panthers de Parme                                      |                                                        |
| Italian Football League (IFL)                               |                                                        |                                                        |                                                        |                                                        |                                                        |
| 19 juillet 2008                                             | Italian Superbowl XXXVIII                              | Lions de Bergame                                       | 56-54                                                  | Giants de Bolzano                                      |                                                        |
| 29 juin 2009                                                | Italian Superbowl XXXIX                                | Giants de Bolzano                                      | 35-21                                                  | Marines de Lazio                                       |                                                        |
| 26 juin 2010                                                | Italian Superbowl XXX                                  | Panthers de Parme                                      | 56-26                                                  | Elephants de Catane                                    |                                                        |
| 9 juillet 2011                                              | Italian Superbowl XXXI                                 | Panthers de Parme                                      | 76-62                                                  | Warriors de Bologne                                    |                                                        |
| 7 juillet 2012                                              | Italian Superbowl XXXII                                | Panthers de Parme                                      | 61-43                                                  | Elephants de Catane                                    |                                                        |
| 6 juillet 2013                                              | Italian Superbowl XXXIII                               | Panthers de Parme                                      | 51-28                                                  | Seamen de Milan                                        |                                                        |
| 6 juillet 2014                                              | Italian Superbowl XXXIV                                | Seamen de Milan                                        | 33-03                                                  | Panthers de Parme                                      |                                                        |
| 4 juillet 2015                                              | Italian Superbowl XXXV                                 | Seamen de Milan                                        | 24-14                                                  | Panthers de Parme                                      |                                                        |
| 9 juillet 2016                                              | Italian Superbowl XXXVI                                | Rhinos de Milan                                        | 44-18                                                  | Giants de Bolzano                                      |                                                        |
| Federazione Italiana di American Football (FIDAF)           |                                                        |                                                        |                                                        |                                                        |                                                        |
| 8 juillet 2017                                              | Italian Superbowl XXXVII                               | Seamen de Milan                                        | 37 - 29                                                | Rhinos de Milan                                        |                                                        |
| 7 juillet 2018                                              | Italian Superbowl XXXVIII                              | Seamen de Milan                                        | 28 - 14                                                | Giants de Bolzano                                      |                                                        |
| 6 juillet 2019                                              | Italian Superbowl XXXIX                                | Seamen de Milan                                        | 62 - 28                                                | Guelfi de Firenze                                      |                                                        |
| 2020                                                        | Saison annulé à la suite de la pandémie de Covid-19    | Saison annulé à la suite de la pandémie de Covid-19    | Saison annulé à la suite de la pandémie de Covid-19    | Saison annulé à la suite de la pandémie de Covid-19    |                                                        |
| 17 juillet 2021                                             | Italian Superbowl XL                                   | Panthers de Parme                                      | 40 ET 34                                               | Seamen de Milan                                        |                                                        |
| 2 juillet 2022                                              | Italian Superbowl XLI                                  | Guelfi de Firenze                                      | 21 - 17                                                | Seamen de Milan                                        |                                                        |
| 1er juillet 2023                                            | Italian Superbowl XLII                                 | Panthers de Parme                                      | 29-13                                                  | Guelfi Florence                                        |                                                        |

| Ligue          | Date                 | Superbowl | Vainqueur | Score | Finaliste |
| -------------- | -------------------- | --- | --- | --- | --- |
| Tournoi FIFA   | 13 août 1977         | - | Tori Torino | 13-08 | Diavoli Milano |
| LIF            | 1980                 | Formule championnat à 4 équipes, vainqueur : Lupi Roma | Formule championnat à 4 équipes, vainqueur : Lupi Roma | Formule championnat à 4 équipes, vainqueur : Lupi Roma | Formule championnat à 4 équipes, vainqueur : Lupi Roma |
| LIF            | 1981                 | Formule championnat à 4 équipes, vainqueur : Gladiatori Roma | Formule championnat à 4 équipes, vainqueur : Gladiatori Roma | Formule championnat à 4 équipes, vainqueur : Gladiatori Roma | Formule championnat à 4 équipes, vainqueur : Gladiatori Roma |
| AFP-IFL        | 1997**               | - | ? | ? | ? |
| AFP-IFL        | 1998**               | - | ? | ? | ? |
| AIAF           | 2001*                | - | ? | ? | ? |
| AIAF           | 2003*                | - | ? | ? | ? |
| FIDAF          | 14 décembre 2002**   | - | Elephants Catania | 34-08 | Corsari Palermo |
| FIDAF          | 12 juillet 2003      | - | Sharks Palermo | 18-14 | Elephants Catania |
| FIDAF          | 2004***              | - | ? | ? | ? |
| FIDAF          | 2005**               | - | ? | ? | ? |
| NFLI           | 2008                 | Superbowl XXVIII | Hogs de la Reggio Emilia | 28-14 | Warriors de Bologne |
| FIF            | 28 juin 2009         | Superbowl XXIX | Bengals de Brescia | 28-12 | Red Jackets de Sarzana |
| FIF            | 6 juin 2010          | Superbowl XXX | Red Jackets de Sarzana | 18-13 | Bengals de Brescia |
| FIF            | 22 mai 2011          | Superbowl XXXI | Bengals de Brescia | 41-06 | Black de Turin |
| FIF            | 19 mai 2012***       | Superbowl XXXII | Bengals de Brescia | 41-06 | Rams de Milan |
| FIF            | 1er décembre 2012*** | Superbowl XXXIII | Rams de Milan | 22-16 | Bengals de Brescia |
| FIF            | 7 décembre 2013***   | Superbowl XXXIV | Terminators de Brescia | 40- 0 | Rams de Milan |
| FIF            | 22 novembre 2014***  | - | Rams de Milan | 34-18 | Lancieri Novara |
| IAAFL          | 7 juin 2015          | - | Lancieri Novara | 42-40 | Rams de Milan |
| IAAFL          | 18 juin 2016         | - | I Guerrieri Aiacciu | 34-28 | Bobcats de Parme |
| Légende :      | Légende :            | Matchs joués à, * = 5 joueurs, ** = 8 joueurs, *** = 9 joueurs | Matchs joués à, * = 5 joueurs, ** = 8 joueurs, *** = 9 joueurs | Matchs joués à, * = 5 joueurs, ** = 8 joueurs, *** = 9 joueurs | Matchs joués à, * = 5 joueurs, ** = 8 joueurs, *** = 9 joueurs |
| Abréviations : | Abréviations :       | FIFA = Féderazione Italiana Football Americano LIF = Liga Italiana Football AFP-IFL = American Football Promoters - Italian Football League AIAF = Associazione Italiana American Football FIDAF = Federazione Italiana di American Football NFLI = National Football League Italia FIF = Federazione Italiana Football IAAFL = International Amateur American Football League | FIFA = Féderazione Italiana Football Americano LIF = Liga Italiana Football AFP-IFL = American Football Promoters - Italian Football League AIAF = Associazione Italiana American Football FIDAF = Federazione Italiana di American Football NFLI = National Football League Italia FIF = Federazione Italiana Football IAAFL = International Amateur American Football League | FIFA = Féderazione Italiana Football Americano LIF = Liga Italiana Football AFP-IFL = American Football Promoters - Italian Football League AIAF = Associazione Italiana American Football FIDAF = Federazione Italiana di American Football NFLI = National Football League Italia FIF = Federazione Italiana Football IAAFL = International Amateur American Football League | FIFA = Féderazione Italiana Football Americano LIF = Liga Italiana Football AFP-IFL = American Football Promoters - Italian Football League AIAF = Associazione Italiana American Football FIDAF = Federazione Italiana di American Football NFLI = National Football League Italia FIF = Federazione Italiana Football IAAFL = International Amateur American Football League |

## Tableau d'honneur
|    | Club                   | Nombre de titres | Dernier titre | Nombre de finales perdues | Dernière défaite en finale |
| -- | ---------------------- | ---------------- | ------------- | ------------------------- | -------------------------- |
| 1  | Lions de Bergame       | 12               | 2008          | 1                         | 1992                       |
| 2  | Frogs de Legnano       | 6                | 1995          | 5                         | 1998                       |
| 2  | Panthers de Parme      | 6                | 2023          | 4                         | 2015                       |
| 4  | Seamen de Milan        | 5                | 2019          | 3                         | 2022                       |
| 4  | Rhinos de Milan        | 5                | 2016          | 2                         | 2017                       |
| 6  | Phoenix de San Lazzaro | 2                | 1997          | 1                         | 1991                       |
| 7  | Doves de Bologne       | 1                | 1985          | 0                         | -                          |
| 7  | Jaguars de Turin       | 1                | 1991          | 0                         | -                          |
| 7  | Pharoes de Milan       | 1                | 1992          | 0                         | -                          |
| 7  | Guelfi de Firenze      | 1                | 2022          | 2                         | 2023                       |
| 7  | Warriors de Bologne    | 1                | 1986          | 4                         | 2005                       |
| 7  | Giants de Bolzano      | 1                | 2009          | 5                         | 2018                       |
| 13 | Elephants de Catane    | 0                | -             | 2                         | 2012                       |